# Петер Пенц
Петер Пенц (нім. Peter Penz) — австрійський саночник, олімпійський  медаліст, призер чемпіонатів світу, чемпіон та призер чемпіонатів Європи.
На Пхьончханській олімпіаді 2018 року  Пенц разом із своїм постійним партнером Георгом Фішлером виборов  дві медалі: срібну за друге місце в змаганнях двійок та бронзову за третє місце у змішаній естафеті.

## Виноски
1. ↑  (unspecified title) — Міжнародна федерація санного спорту.
2. ↑  Doubles results (PDF). Архів оригіналу (PDF) за 28 лютого 2018. Процитовано 17 квітня 2018.
3. ↑  Team relay results (PDF). Архів оригіналу (PDF) за 28 лютого 2018. Процитовано 17 квітня 2018.